# جوران لوفري
جوران لوفري (بالصربية: Горан Ловре)‏ (23 مارس 1982 زغرب كرواتيا - ) هو لاعب كرة قدم صربي، يلعب كلاعب وسط.

## وصلات خارجية
جوران لوفري على موقع الاتحاد الأوربي (الإنجليزية)
- جوران لوفري على موقع إي إس بي إن إف سي (الإنجليزية)
- جوران لوفري على موقع قاعدة بيانات كرة القدم.إي يو (الإنجليزية)
- جوران لوفري على موقع ليكيب (الفرنسية)
- جوران لوفري على موقع Soccerbase.com (لاعب) (الإنجليزية)
- جوران لوفري على موقع Soccerway.com (الإنجليزية)
- جوران لوفري على موقع عالم كرة القدم.نت (الإنجليزية)
- جوران لوفري على موقع أوليمبيديا (الإنجليزية)